# Johann Pauls

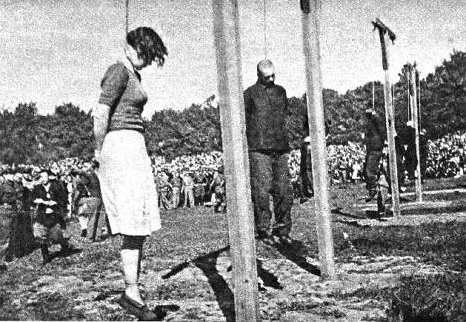
Gerda Steinhoff och Johann Pauls efter avrättningen.

Johann Pauls, även John Pauls, född 9 februari 1908 i Danzig, död 4 juli 1946 i Gdańsk, var en tysk lägerkommendant och dömd krigsförbrytare. Mellan november 1943 och 1945 var han kommendant för vaktmanskapet i koncentrationslägret Stutthof, beläget omkring 35 kilometer från Danzig. 

## Biografi
Pauls var verksam vid Fria staden Danzigs senat. Han inträdde i Nationalsocialistiska tyska arbetarepartiet (NSDAP) och Schutzstaffel (SS) den 1 april 1931. Från 1939 till 1941 tjänstgjorde han i Waffen-SS. Efter att 1943 ha tillhört personalen i Sachsenhausen utnämndes Pauls till kommendant för vaktmanskapet i Stutthof.
Vid Stutthofrättegången 1946 dömdes Pauls till döden genom hängning. Tillsammans med bland andra Ewa Paradies, Elisabeth Becker, Gerda Steinhoff, Wanda Klaff och Jenny Wanda Barkmann avrättades han offentligt vid Biskupia Górka den 4 juli 1946. De dödsdömda fördes fram till galgarna på lastbilsflak och snarorna lades om deras halsar. Därefter körde lastbilarna iväg med följden att de dödsdömda hängdes.